# Steve Ditko
Steve Ditko, właśc. Stephen John Ditko (ur. 2 listopada 1927 w Johnstown, zm. 29 czerwca 2018 w Nowym Jorku) – amerykański autor komiksów i pisarz, twórca i współtwórca ze Stanem Lee oraz Jackiem Kirbym postaci superbohaterów Spider-Mana i Doktora Strange’a z komiksów Marvel Comics.

## Życiorys
Urodził się 2 listopada 1927 w Johnstown w Pensylwanii.
W 1955 poznał Stana Lee, młodego twórcę komiksów z firmy Atlas, kierowanej przez Martina Goodmana. Wspólnie stworzyli postaci superbohaterów Spider-Mana i Doktora Strange’a z uniwersum Marvel Comics. Za swoje osiągnięcia komiksowe był wielokrotnie nagradzany.
Zmarł 29 czerwca 2018 w Nowym Jorku.

## Nagrody i wyróżnienia
- 1985 – Orzeł (Wielka Brytania) Roll of Honor[3]
- 1986 – Nagroda Inkpot (San Diego Comicon)[3]
- 1990 – Jack Kirby Hall of Fame Award[3]
- 1994 – Eisner Award Hall of Fame[3]